# Proagriocharis kimballensis
Proagriocharis kimballensis — викопний вид куроподібних птахів родини Фазанові (Phasianidae). Вид є близьким родичем сучасного індика, але мав менші розміри. Птах існував у пліоцені. Скам'янілості виду знайдені у штаті Небраска у США.